# MSZ EN ISO 7010
Az MSZ EN ISO 7010 szabvány a Nemzetközi Szabványügyi Szervezet (ISO) által kiadott és Magyarországon a Magyar Szabványügyi Testület (MSZT)  "Grafikus szimbólumok, Biztonsági színek és biztonsági jelzések, Regisztrált biztonsági jelzések" címen honosított műszaki (technikai) dokumentum, ami a veszély- és biztonsági táblákon, beleértve a vészkijáratokat jelző grafikus veszélyszimbólumait tartalmazza. Ezekhez a szimbólumokhoz az ISO 3864 szabványban meghatározott színeket és elveket használja, és célja, hogy „biztonsági információkat nyújtson, amelyek a lehető legkevésbé támaszkodnak szavak használatára a megértés elérése érdekében.”
Az ISO 7010 szabványt először 2003-ban adták ki, amit azóta többször módosítottak, ettől kezdve teljesen külön vált az ISO 3864 szabványtól az ISO 7010:2019, azaz 2019-ben a 8. közzétett módosítással. A nyolcadik felülvizsgálat törölte és felváltotta az ISO 20712-1:2008 szabványt, beolvasztva az abban meghatározott vízbiztonsági táblákat és a strandbiztonsági zászlókat.
Az Európai Bizottságnak a 92/58/EGK rendelet jogszabályi harmonizációjával és honosításával Magyarországon az érvényes a 2/1988 (I. 16.) MüM. rendelet tartalmazza az előírásokat, illetve határozza meg a biztonsági és egészségvédelmi jelzéseket.
Fontos tény, hogy a rendelet nem váltja fel az ISO 7010 szabványt, ezért mindkét jelzőrendszer használható egyszerre (a szabvány és a rendelet is), illetve a közúti, vasúti, vízi vagy légi közlekedés ellenőrzésére használt jelzésekre nem vonatkozik. (Lásd még történetét itt.)

## Forma és szín
A szabvány öt alak- és színkombinációt határoz meg a bemutatott információtípusok megkülönböztetésére. A 2/1988 (I. 16.) MüM. rendelet az MSZ EN ISO 7010 szabványhoz képest tartalmaz még további követelményeket.
| Jelentés                        | Szín (ISO 3864-4) | Alak (ISO 3864-4)                                | Példa                 |
| ------------------------------- | ----------------- | ------------------------------------------------ | --------------------- |
| Tiltó jel                       | Piros             | Kör átlós vonallal                               | Tűzgyújtás tilos!     |
| Rendelkező jel                  | Kék               | Kör                                              | Hallásvédő használata |
| Figyelmeztető jel               | Sárga             | Egyenlő oldalú háromszög, lekerekített sarkokkal | Robbanásveszély       |
| Elsősegély- vagy menekülési jel | Zöld              | Négyzet vagy téglalap alakú                      | Gyülekezési pont      |
| Tűzvédelmi tájékoztató jel      | Piros             | Négyzet                                          | Tűzoltó készülék      |

Hazai jellegzetességek
| Kigészítő jel                | Rendelkező jel             |
| ---------------------------- | -------------------------- |
| Kiegészítő jel               |                            |
| Figyelmeztető jel            | Tiltó jel                  |
| Elsősegély és menekülési jel | Tűzvédelmi tájékoztató jel |

Jogszabály hivatkozása: MSZ ISO 3864-1:2009 (Visszavont szabvány) Grafikai jelképek. Biztonsági színek és biztonsági jelek. 1. rész: Munkahelyi és közterületi biztonsági jelek tervezési alapelve

## Lista
Az ISO szabvány regisztrált számot biztosít azon piktogramok számára, amelyek hivatalosan is az ISO 7010 szabvány részévé váltak. A fő öt alakjel:
- E emergency exit vészkijárat, felvilágosítás
- F fire potection tűzvédelem
- M mandatory rendelkezés
- P prohibition tiltás
- W warning figyelmeztetés

## Fontosabb vonatkozó szabványok
- ISO 3864 – Safety colors and safety signs – MSZ ISO 3864-1:2009 Visszavont! szabvány Grafikai jelképek. Biztonsági színek és biztonsági jelek
- ISO 7001 – Public Information Symbols  - MSZ ISO 7001:1994 Visszavont! szabvány Közönségtájékoztató jelképek
- ISO 21482 – A separate standard for a specific radiation safety sign for specific applications (külön szabvány egy adott sugárbiztonsági jelzéshez speciális alkalmazásokhoz)- Nincs magyar specifikáció (szabvány)